# Illa de Wrangel

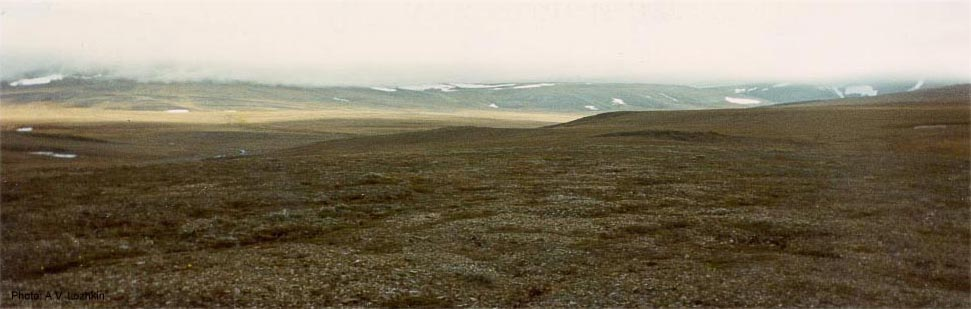
Tundra a Wrangel

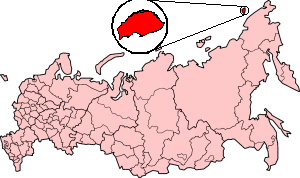
Situació de l'Illa de Wrangel

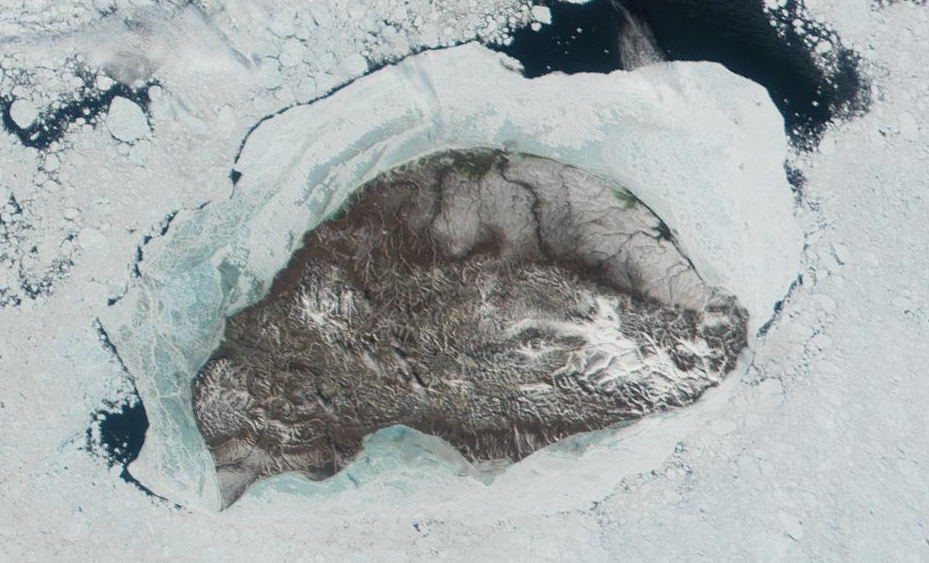
Imatge de satèl·lit de l'Illa de Wrangel

L'illa de Wrangel (rus: о́стров Вра́нгеля, óstrov Vràngelia) és una illa de l'oceà Àrtic, situada entre els mars dels Txuktxis i de la Sibèria Oriental. L'illa de Wrangel se situa sobre el meridià 180°, a uns 140 km de la costa de Sibèria, de la qual es troba separada per l'estret de Long. Amb una llargada de 150 km i 125 d'amplada, com a molt, té una superfície de 7.608 km², cosa que la converteix en la 92a illa més gran del món. Administrativament pertany al districte autònom de Txukotka, dins la Federació Russa. El 2004 fou inscrita en la llista del Patrimoni de la Humanitat de la UNESCO.
L'illa duu el nom del baró Ferdinand von Wrangel (1797–1870), que el 1820 emprengué un viatge d'investigació a l'illa, tot i que mai arribà a trobar-la.
Aquesta illa és rocosa té un clima de tundra. Hi ha una estació meteorològica i un assentament permanent. Està habitada per ossos polars, foques i lemmings. A l'estiu hi ha una important colònia d'aus. S'hi han trobat restes fòssils de mamuts, i probablement hi va viure la darrera població de l'espècie abans de la seva extinció, cap al 1700 aC.